# Иресть
Иресть (Ирсеть) — река в России, протекает по территории Старошайговского района Мордовии и Починковского района Нижегородской области. Устье реки находится в 200 км по правому берегу реки Алатырь. Длина реки составляет 45 км, площадь водосборного бассейна — 437 км².
Исток реки в лесах Старошайговского района Мордовии близ границы с Нижегородской областью в 30 км к северо-западу от села Старое Шайгово. Исток расположен на водоразделе Оки и Суры, неподалёку берёт начало река Варма. Река течёт на северо-восток, вскоре после истока перетекает в Нижегородскую область. В межень верхнее течение реки пересыхает. На реке стоят крупные сёла Наруксово, Азрапино и Ризоватово, а также деревни Садовка и Воздвиженка. Впадает в Алатырь у села Малая Пуза. Ширина реки у устья — около 10 метров.

## Притоки (км от устья)
- 15 км: река Вейка (лв)
- 26 км: ручей Рубцовка (пр)
- 26 км: ручей Сивалей (пр)
- ручей Крутец (пр)

### Этимология
В названии реки присутствуют финно-угорские корень «ир» — «омут» и гидроформанты «-са» и «-та», характеризующие вид водоёма.

## Данные водного реестра
По данным государственного водного реестра России относится к Верхневолжскому бассейновому округу, водохозяйственный участок реки — Алатырь от истока и до устья, речной подбассейн реки — Сура. Речной бассейн реки — (Верхняя) Волга до Куйбышевского водохранилища (без бассейна Оки).
Код объекта в государственном водном реестре — 08010500212110000037942.